# Christian August Hausen
Christian August Hausen (Dresda, 19 giugno 1693 – Lipsia, 2 maggio 1743) è stato un matematico, fisico e astronomo tedesco.

## Biografia
Christian August Hausen, detto il giovane, era figlio di Christian August Hausen il vecchio (1663–1733), teologo luterano attivo a Dresda.
All'Università di Wittemberg studiò le discipline matematiche e nel 1712 si laureò in filosofia. In seguito, compì un viaggio esplorativo attraverso la Germania, la Francia, la Svizzera e l'Inghilterra; tornò a Lipsia nel 1724, dove gli fu conferito l'incarico di professore di matematica all'Università di Lipsia.
Approfondì le ricerche sui fenomini elettrici, dedicandosi specialmente allo studio dell'elettrostatica. Nell'introduzione al suo libro sui generatori che sfruttano l'effetto triboelettrico, Noui profectus in historia electricitatis, che fu pubblicato postumo, Christian Hausen presentò il suo generatore e la sua teoria dell'elettricità, in cui l'elettrificazione è una conseguenza della produzione di vortici in un fluido elettrico universale.

## Opere
- (LA) Noui profectus in historia electricitatis, Leipzig, Theodor Schwan, 1743.